# Timothaus Mar Shallita
Timothaus Mar Shallita – duchowny Starożytnego Kościoła Wschodu, arcybiskup Niemiec i Europy urzędujący w niemieckim Mainz-Kastel. Zwierzchnik starokalendarzowej frakcji Starożytnego Kościoła Wschodu. 

## Życiorys
Sakrę otrzymał w 1958 w Syryjskim Kościele Ortodoksyjnym. Niedługo potem przeszedł do Starożytnego Kościoła Wschodu i w 1995 został mianowany arcybiskupem Niemiec i Europy. W 2011, gdy Starożytny Kościół Wschodu zaczął świętować Boże Narodzenie zgodnie z kalendarzem gregoriańskim, znalazł się w gronie trzech biskupów sprzeciwiających się reformie i utworzył niezależne asyryjskie arcybiskupstwo starokalendarzowe.